# Kecamatan Belalau
Kecamatan Belalau är ett distrikt i Indonesien.   Det ligger i provinsen Lampung, i den västra delen av landet, 300 km väster om huvudstaden Jakarta.